# Liste der Naturdenkmale in Niederwiesa
Die Liste der Naturdenkmale in Niederwiesa nennt die Naturdenkmale in Niederwiesa im sächsischen Landkreis Mittelsachsen.

## Definition
„Naturdenkmäler sind rechtsverbindlich festgesetzte Einzelschöpfungen der Natur oder entsprechende Flächen bis zu fünf Hektar, deren besonderer Schutz erforderlich ist
1. aus wissenschaftlichen, naturgeschichtlichen oder landeskundlichen Gründen oder
2. wegen ihrer Seltenheit, Eigenart oder Schönheit.“

„§ 18 – Naturdenkmäler – (zu § 28 BNatSchG)
(1) Die Erklärung nach § 22 Abs. 1 BNatSchG von Teilen von Natur und Landschaft als Naturdenkmal erfolgt durch Rechtsverordnung oder Einzelanordnung.
(2) Über § 28 Abs. 1 BNatSchG hinaus können Naturdenkmäler zur Sicherung von Lebensgemeinschaften oder Lebensstätten von im Bestand gefährdeten oder streng geschützten Arten festgesetzt werden.“

## Naturdenkmale
Link zu einem Kartenansichtstool, um Koordinaten zu setzen.
| Bild                          | Bezeichnung             | Lage                                            | Beschreibung               | Datum | Nummer  |
| ----------------------------- | ----------------------- | ----------------------------------------------- | -------------------------- | --- | ------- |
| mehr Fotos \| Fotos hochladen | Bergulme in Niederwiesa | Niederwiesa (50° 51′ 50,8″ N, 13° 1′ 24,8″ O)   | Bergulme – Ulmus glabra    | Verordnung des Landkreises Freiberg zur Festsetzung von Naturdenkmalen im Landkreis Freiberg vom 8. Dezember 2005 | ND 034  |
| mehr Fotos \| Fotos hochladen | Eiche in Lichtenwalde   | Lichtenwalde (50° 52′ 59,6″ N, 12° 59′ 53,7″ O) | Stieleiche (Quercus robur) | 8. Dezember 2005                                                                                                  | ND 035  |
| BW                            | Ziegeleiteiche          | Niederwiesa (50° 52′ 17,2″ N, 13° 0′ 21,9″ O)   | FND                        | 27. Mai 1994 | fg: 005 |

## Ehemalige Naturdenkmale
Link zu einem Kartenansichtstool, um Koordinaten zu setzen.
| Bild | Bezeichnung                  | Lage                                          | Beschreibung | Datum            | Nummer |
| ---- | ---------------------------- | --------------------------------------------- | --- | ---------------- | ------ |
| BW   | Stiel-Eiche bei Lichtenwalde | Lichtenwalde (50° 53′ 24,7″ N, 13° 1′ 0,7″ O) | Stieleiche – Quercus robur Mit der Verordnung des Landratsamtes Mittelsachsen zur Festsetzung des Naturschutzgebietes „Zschopautalhänge bei Lichtenwalde“ vom 8. Mai 2020 wurde der Schutzstatus aufgehoben. | 8. Dezember 2005 | ND 036 |